# Bryobia orycustodia
Bryobia orycustodia är en spindeldjursart som beskrevs av Meyer 1989. Bryobia orycustodia ingår i släktet Bryobia och familjen Tetranychidae. Inga underarter finns listade.